# Gigartinales
Gigartinales es un orden de alga roja (Rhodophyta) en la clase Florideophyceae.

## Géneros
Ordo Gigartinales F. Schmitz, 1892
- Familia Acrotylaceae
  - Género Acrotylus
  - Género Amphiplexia
  - Género Antrocentrum
  - Género Binderella
  - Género Claviclonium
  - Género Hennedya
  - Género Ranavalona
  - Género Reinboldia
- Familia Areschougiaceae
  - Género Anatheca
  - Género Areschougia
  - Género Axosiphon
  - Género Erythroclonium
  - Género Meristiella
  - Género Neoareschougia
  - Género Notophycus
  - Género Reticulobotrys
  - Género Rhabdonia
  - Género Thysanocladia
- Familia Blinksiaceae
  - Género Blinksia
- Familia Calosiphonaceae
  - Género Bertholdia
  - Género Calosiphonia
  - Género Schmitzia
- Familia Catenellopsidaceae
  - Género Catenellopsis
- Familia Caulacanthaceae
  - Género Catenella
  - Género Catenellocolax
  - Género Caulacanthus
  - Género Feldmannophycus
  - Género Heringia
  - Género Montemaria
  - Género Sterrocladia
  - Género Taylorophycus
- Familia Chondriellaceae
  - Género Chondriella
- Familia Choreocolacaceae
  - Género Leachiella
- Familia Corynocystaceae
  - Género Corynocystis
- Familia Crossocarpaceae
  - Género Crossocarpus
  - Género Erythrophyllum
  - Género Ionia
  - Género Kallymeniopsis
  - Género Velatocarpus
- Familia Cruoriaceae
  - Género Cruoria
  - Género Erythroclathrus
- Familia Cubiculosporaceae
  - Género Cubiculosporum
- Familia Cystocloniaceae
  - Género Acanthococcus
  - Género Austroclonium
  - Género Bifida
  - Género Calliblepharis
  - Género Ciliaria
  - Género Craspedocarpus
  - Género Cystoclonium
  - Género Dictyopsis
  - Género Erythronaema
  - Género Fimbrifolium
  - Género Gloiophyllis
  - Género Hypnea
  - Género Hypneocolax
  - Género Leptophyllium
  - Género Peltasta
  - Género Rhodophyllis
  - Género Stictophyllum
  - Género Stictosporum
- Familia Dicranemataceae
  - Género Dicranema
  - Género Pinnatiphycus
  - Género Reptataxis
  - Género Tenaciphyllum
  - Género Tylotus
- Familia Dumontiaceae
  - Género Andersoniella
  - Género Borrichius
  - Género Constantinea
  - Género Cryptosiphonia
  - Género Dasyphloea
  - Género Dilsea
  - Género Dudresnaya
  - Género Dumontia
  - Género Farlowia
  - Género Gibsmithia
  - Género Hyalosiphonia
  - Género Kraftia
  - Género Leptocladia
  - Género Litharthron
  - Género Masudaphycus
  - Género Neodilsea
  - Género Orculifilum
  - Género Pikea
  - Género Rhodopeltis
  - Género Thuretellopsis
  - Género Waernia
  - Género Weeksia
- Familia Endocladiaceae
  - Género Acanthobolus
  - Género Endocladia
  - Género Gloiopeltis
- Familia Furcellariaceae
  - Género Fastigiaria
  - Género Furcellaria
  - Género Halarachnion
  - Género Neurocaulon
  - Género Opuntiella
  - Género Turnerella
- Familia Gainiaceae
  - Género Gainia
- Familia Gigartinaceae
  - Género Chondracanthus
  - Género Chondroclonium
  - Género Chondrodictyon
  - Género Chondrus
  - Género Gigartina
  - Género Iridaea
  - Género Iridophycus
  - Género Iridophycus
  - Género Oncotylus
  - Género Ostiophyllum
  - Género Polymorpha
  - Género Psilophycus
  - Género Rhodoglossum
  - Género Sarcothalia
- Familia Gloiosiphoniaceae
  - Género Baylesia
  - Género Capillaria
  - Género Gloeophycus
  - Género Gloiosiphonia
  - Género Peleophycus
  - Género Plagiospora
  - Género Rhododiscus
  - Género Thuretella
- Familia Haemeschariaceae
  - Género Haemescharia
- Familia Hypneaceae
  - Género Merrifieldia
- Familia Kallymeniaceae
  - Género Austrophyllis
  - Género Austropugetia
  - Género Beringia
  - Género Callocolax
  - Género Callophyllis
  - Género Cirrulicarpus
  - Género Crossocarpus
  - Género Ectophora
  - Género Erythrophyllum
  - Género Euhymenia
  - Género Euthora
  - Género Glaphyrymenia
  - Género Hommersandia
  - Género Hormophora
  - Género Ionia
  - Género Kallymenia
  - Género Kallymeniopsis
  - Género Lecithites
  - Género Leniea
  - Género Meredithia
  - Género Nereoginkgo
  - Género Polycoelia
  - Género Psaromenia
  - Género Pugetia
  - Género Rhizopogonia
  - Género Rhodocladia
  - Género Salishia
  - Género Stauromenia
  - Género Thamnophyllis
  - Género Varimenia
  - Género Velatocarpus
- Familia Mychodeaceae
  - Género Ectoclinium
  - Género Mychodea
- Familia Mychodeophyllaceae
  - Género Mychodeophyllum
- Familia Nizymeniaceae
  - Género Amylophora
  - Género Nizymenia
  - Género Stenocladia
- Familia Phacelocarpaceae
  - Género Ctenodus
  - Género Euctenodus
  - Género Phacelocarpus
- Familia Phyllophoraceae
  - Género Actinococcus
  - Género Ahnfeltiopsis
  - Género Archestenogramma
  - Género Besa
  - Género Ceratocolax
  - Género Coccotylus
  - Género Epiphylla
  - Género Erythrodermis
  - Género Gymnogongrus
  - Género Lukinia
  - Género Mastocarpus
  - Género Microgongrus
  - Género Ozophora
  - Género Pachycarpus
  - Género Petrocelis
  - Género Petroglossum
  - Género Phyllophora
  - Género Phyllotylus
  - Género Prolifera
  - Género Reingardia
  - Género Schottera
  - Género Stenogramma
- Familia Polyidaceae
  - Género Polyides
- Familia Rhizophyllidaceae
  - Género Chondrococcus
  - Género Contarinia
  - Género Nesophila
  - Género Ochtodes
  - Género Portieria
  - Género Rhizophyllis
- Familia Rissoellaceae
  - Género Rissoella
- Familia Schmiziellaceae
  - Género Schmitziella
- Familia Solieriaceae
  - Género Agardhiella
  - Género Betaphycus
  - Género Eucheuma
  - Género Euryomma
  - Género Flahaultia
  - Género Gardneriella
  - Género Kappaphycus
  - Género Melanema
  - Género Meristotheca
  - Género Neoagardhiella
  - Género Placentophora
  - Género Sarcodiotheca
  - Género Sarconema
  - Género Solieria
  - Género Tikvahiella
  - Género Wurdemannia
- Familia Sphaerococcaceae
  - Género Coronopifolia
  - Género Rhynchococcus
  - Género Sphaerococcus
- Familia Tichocarpaceae
  - Género Tichocarpus